# Ассоциация туризма Азербайджана
Ассоциация туризма Азербайджана (азерб. Azərbaycan Turizm Agentlikləri Assosiasiyası) - некоммерческая организация, целью которой является объединение и организация деятельности туристических компаний Азербайджана

## Деятельность
Ассоциация туризма Азербайджана была основана в 2009 году при содействии Министерства культуры и туризма Азербайджана. Ассоциация объединяет 242 туристических агентства и 110 отелей.
В 2017 году между ЗАО "Азербайджанские Авиалинии" (AZAL) и Ассоциацией туризма было подписано соглашение о сотрудничестве. В соответствии с соглашением, AZAL стала членом правления Ассоциации.
Председателем Ассоциации является Ахмед Гурбанов.
В ассоциации созданы комитет по въездному туризму, комитет по выездному туризму и комитет по транспортным вопросам. Руководители комитетов назначаются на один год.
По инициативе Ассоциации была подготовлена концепция "Перспективы развития внутреннего туризма в Азербайджане до 2025 года".

## Международное сотрудничество
Начиная с 2011 года Ассоциация является одним из членов Всемирной туристской организации.
В 2011 году Министерство культуры и туризма Азербайджана и Ассоциация туризма подписали соглашение о сотрудничестве с дубайской компанией Atlantis Holidays.
В ходе 57-го заседания Региональной комиссии ЮНВТО по Европе, состоявшегося в апреле 2014 года в Баку, руководство Ассоциации подписало обязательство частного сектора соблюдать глобальный этический кодекс туризма.
В 2018 году между Ассоциацией туризма Азербайджана и Ассоциацией туристических агентов Индии (TAAI) был подписан Меморандум о сотрудничестве.
В том же году между Ассоциацией и Ассоциацией туроператоров и турагентов Малайзии (MATTA) был подписан меморандум о партнерстве на два года.
В 2019 году подобный меморандум был подписан между Ассоциацией и Государственным комитетом Узбекистана по развитию туризма.
В 2019 году руководство Ассоциации подписало соглашения о сотрудничестве с Международной школой гостиничного менеджмента Les Roches и Институтом высшего образования Glion.
Помимо пяти новых офисов, открытых в 2020 году, планируется открыть офисы в 25 странах мира.
По инициативе Ассоциации туризма Азербайджана и при поддержке туристических предприятий Турции было принято решение о создании в 2020 году туристической организации тюрко-язычных государств. Основной целью организации является содействие развитию туристического сектора в тюрко-язычных странах.
В 2020 году к Ассоциации присоединились около 27 туристических агентств.
Ежегодно проводятся многочисленные встречи с лидерами частного сектора и туристическими агентствами.

## Внешние ссылки
- Официальный сайт